# أوسكار تاباريز
أوسكار واشنطن تاباريز سيلفا (بالإسبانية: Óscar Washington Tabárez)، من مواليد 3 مارس 1947 في مونتفيديو في أوروغواي، مدرب كرة قدم حالي، وقد كان مدرب منتخب أوروغواي لكرة القدم عندما تأهلوا إلى كأس العالم لكرة القدم 1990.

## روابط خارجية
- أوسكار تاباريز على موقع قاعدة بيانات كرة القدم.إي يو (الإنجليزية)
- أوسكار تاباريز على موقع بيانات كرة القدم. دي إي (الألمانية)
- أوسكار تاباريز على موقع ناشيونال فوتبول تيمز (الإنجليزية)
- أوسكار تاباريز على موقع Soccerway.com (الإنجليزية)
- أوسكار تاباريز على موقع عالم كرة القدم.نت (الإنجليزية)
- أوسكار تاباريز على موقع كووورة
- أوسكار تاباريز على موقع أوليمبيديا (الإنجليزية)